# Metsapere (Saaremaa)
Metsapere is een plaats in de Estlandse gemeente Saaremaa, provincie Saaremaa. De plaats heeft de status van dorp (Estisch: küla) en telt 6 inwoners (2021).
Tot in december 2014 behoorde Metsapere tot de gemeente Lümanda, tot in oktober 2017 tot de gemeente Lääne-Saare en sindsdien tot de fusiegemeente Saaremaa.
Ten westen van de plaats liggen twee meertjes, het Nonni järv (14,5 ha) en het Väike Nonni järv (2,8 ha).

## Geschiedenis
Metsapere werd voor het eerst genoemd in 1945, maar in het dorp ligt een boerderij met de naam Peri, die al in 1816 werd genoemd.
In 1977 werd Metsapere bij het buurdorp Pilguse gevoegd. In 1997 werd het weer een afzonderlijk dorp, terwijl Pilguse werd omgedoopt in Jõgela.